# Chapelle Notre-Dame-du-Chêne de La Ferrière-de-Flée
La chapelle Notre-Dame-du-Chêne, ou chapelle Pomme-Poire, est située sur la commune de La Ferrière-de-Flée en Maine-et-Loire.

## Localisation
La chapelle est située à l'extrême sud-est de la commune de La Ferrière-de-Flée, sur un carrefour délimitant cette commune avec les communes de Segré, Aviré et Louvaines.

## Histoire et légendes
L'histoire remonte au XIXe siècle : une prostituée repentie passa un jour à proximité de l'emplacement de la future chapelle, où elle rencontra un ancien amant. Ne voulant pas céder à ses avances, elle fut rouée de coups par ce dernier et laissée pour morte. Ayant survécu à ses blessures, elle revint le lendemain déposer une statue de la Vierge dans un chêne, en action de grâce. La jeune femme mourut quelques jours plus tard.
Cet épisode historique a donné lieu à de nombreuses légendes et anecdotes :
- Quelque temps après la mort de la jeune femme, un pommier planté à proximité du lieu se serait mis à produire des pommes et des poires, d'où le nom local donné à cette chapelle, toujours en usage[1]. Une première chapelle a été construite en 1844 puis remplacée par une autre en 1875[2].

- Certains miracles sont attribués à l'intercession de Notre-Dame-du-Chêne en ce lieu, comme des enfants en retard de marcher se mettant subitement à courir, ou encore un jeune homme agonisant soudain guéri[2].

- Une nuit de 1793, des paroissiens se réunissent dans la chapelle pour prier et chantent à pleine voix des cantiques. Soudain, les cierges s'éteignent et une patrouille de révolutionnaires passe devant sans s'arrêter. Le danger écarté, les cierges se rallument et les paroissiens se remettent à prier[2].

- Plus malicieuse, cette histoire racontant les rencontres régulières des 4 curés des paroisses alentour qui, par discrétion, se réunissaient dans ce lieu désert pour jouer à la belote. La table de jeu était implantée au milieu du carrefour, laissant chaque curé sur le territoire de sa paroisse[2].

## La chapelle aujourd'hui
La chapelle a été restaurée en 1987 par l'association Sauvegarde des chapelles d'Anjou. Le 15 août 1988, 600 fidèles assistent à la messe d'inauguration.
Aujourd'hui, elle n'est ouverte au public que le 15 août pour l'Assomption. Chaque année, de nombreuses personnes y viennent assister à la Messe. L'Association de sauvegarde de la chapelle Pomme-Poire entretient le lieu.

## Architecture et extérieurs
La chapelle est de style néo-gothique.

## Intérieur
La statue originale déposée dans l'arbre n'est visible que le 15 août. Le reste du temps, une autre statue la remplace.

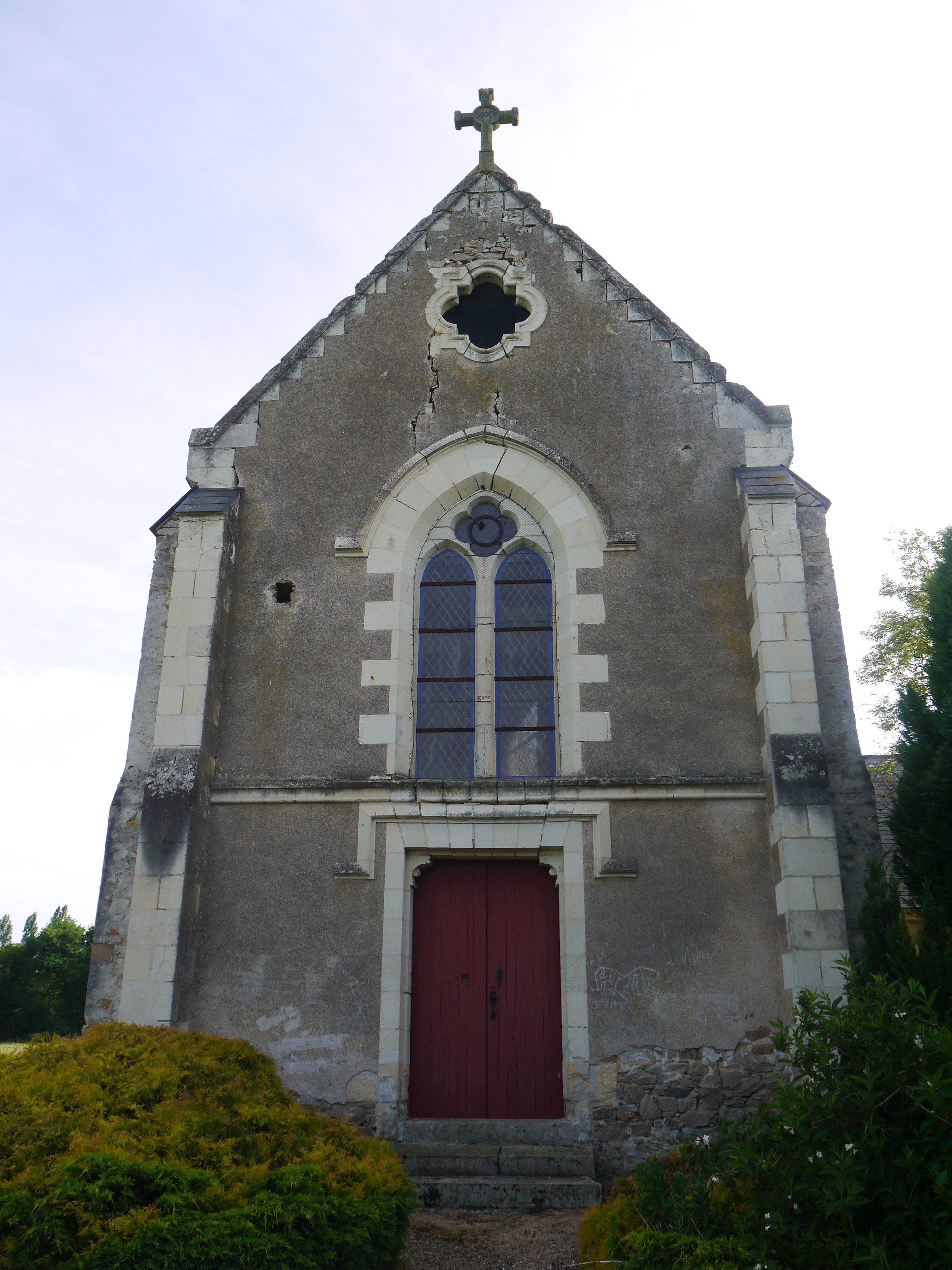
La façade.
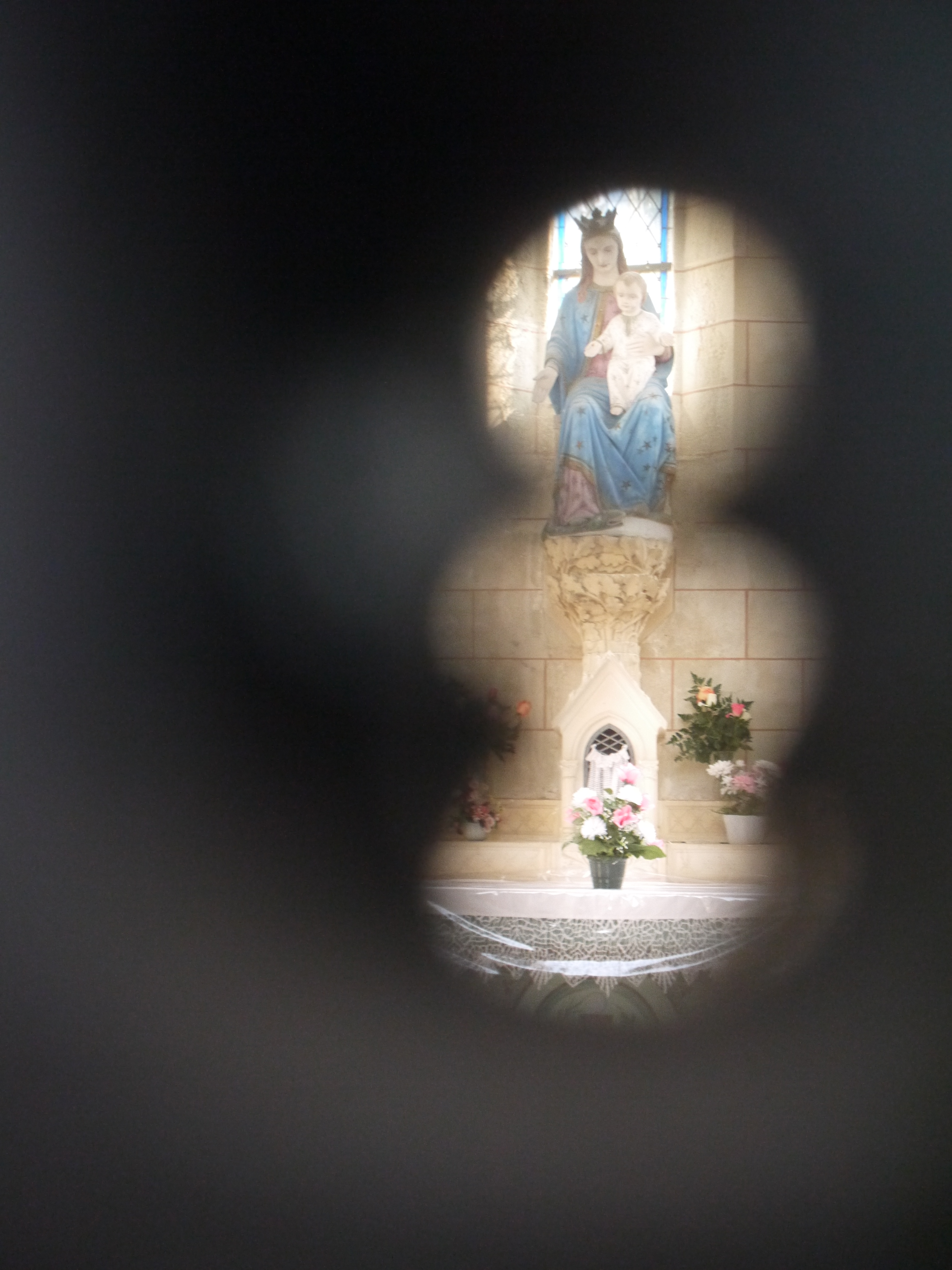
L'intérieur vu du trou de la serrure.
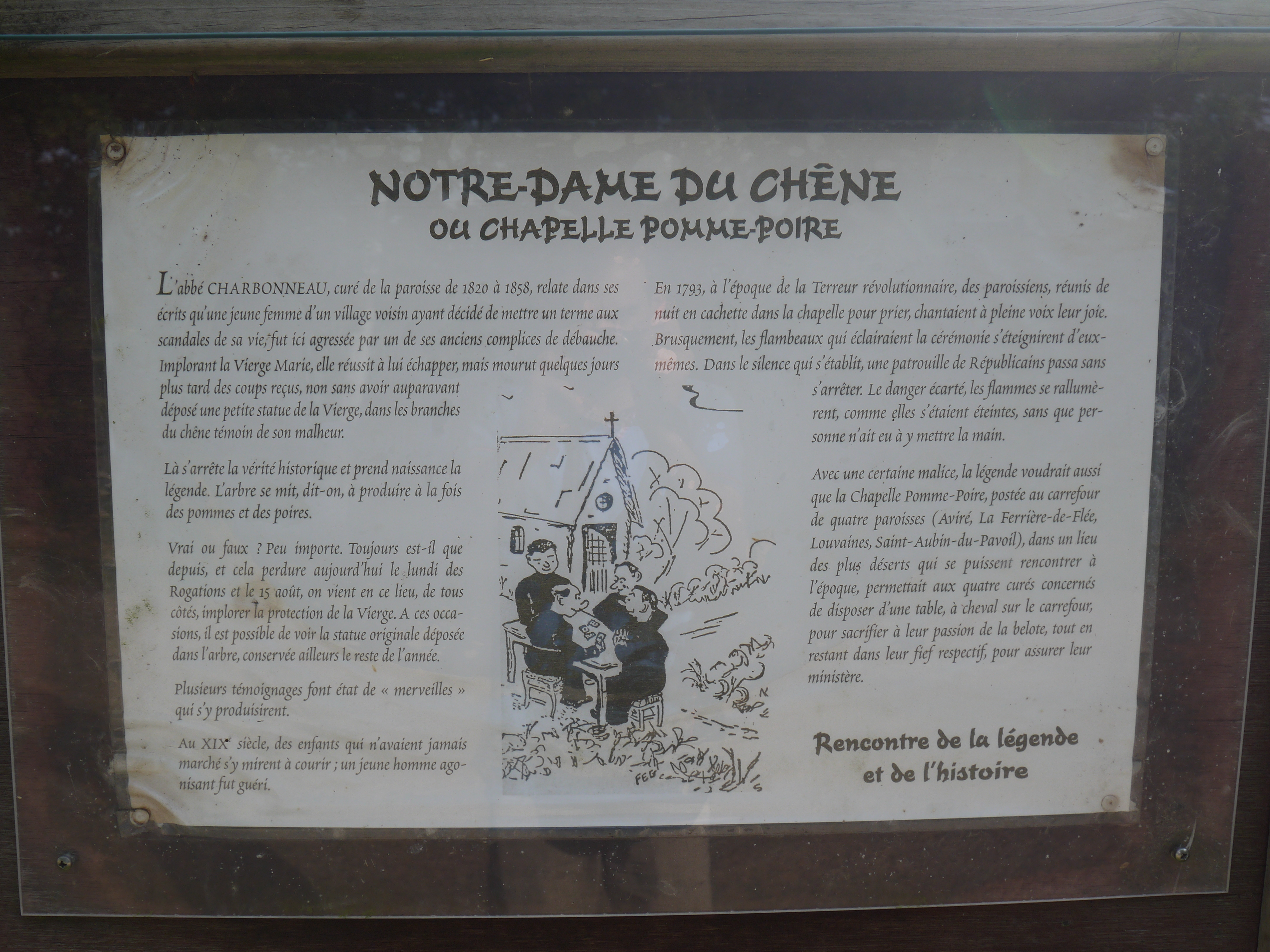
Le panonceau explicatif à l'entrée du site.